# Cycleryon
Genre
Espèces de rang inférieur
- † Cycleryon bourseaui Audo, Charbonnier, Schweigert & Saint Martin[1], 2014
- † Cycleryon elongatus Munster, 1839
- † Cycleryon orbiculatus Munster, 1839
- † Cycleryon propinquus (von Schlotheim, 1822), espèce type
- † Cycleryon wulfi Garassino et Schweigert[2], 2004

Cycleryon est un genre éteint de crustacés décapodes de la famille des Eryonidae. 

## Présentation
Ses fossiles ont été retrouvés dans le Jurassique supérieur d'Europe de l'Ouest, sur la marge nord de l'océan Téthys, en France et en Allemagne,.
Ses restes fossiles sont bien conservés dans les calcaires fins d'environnement peu profond comme le calcaire de Solnhofen en Allemagne (Tithonien), et les Lagerstätten des calcaires lithographiques des sites paléontologiques de Cerin (Kimméridgien terminal) et de Canjuers (Tithonien inférieur) en France.

## Description

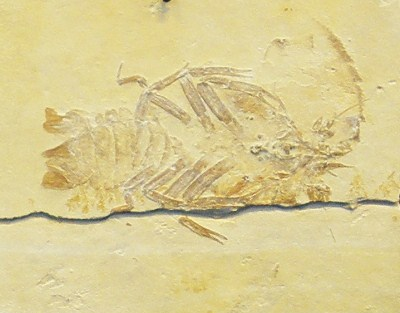
Fossile de Cycleryon orbiculatus.

Ces décapodes étaient des animaux marins benthiques vivant en grand nombre dans les eaux calmes et peu profondes des lagunes sur les côtes nord de l'océan Téthys.
Cycleryon est un grand éryonidé (11,5 centimètres de long pour l'espèce C. bourseaui). Son cephalothorax est de forme sub-circulaire et aplati dorso-ventralement avec des marges frontale et postérieure concaves. Ses marges latérales sont épineuses avec de larges incisions cervicales et post-cervicales.

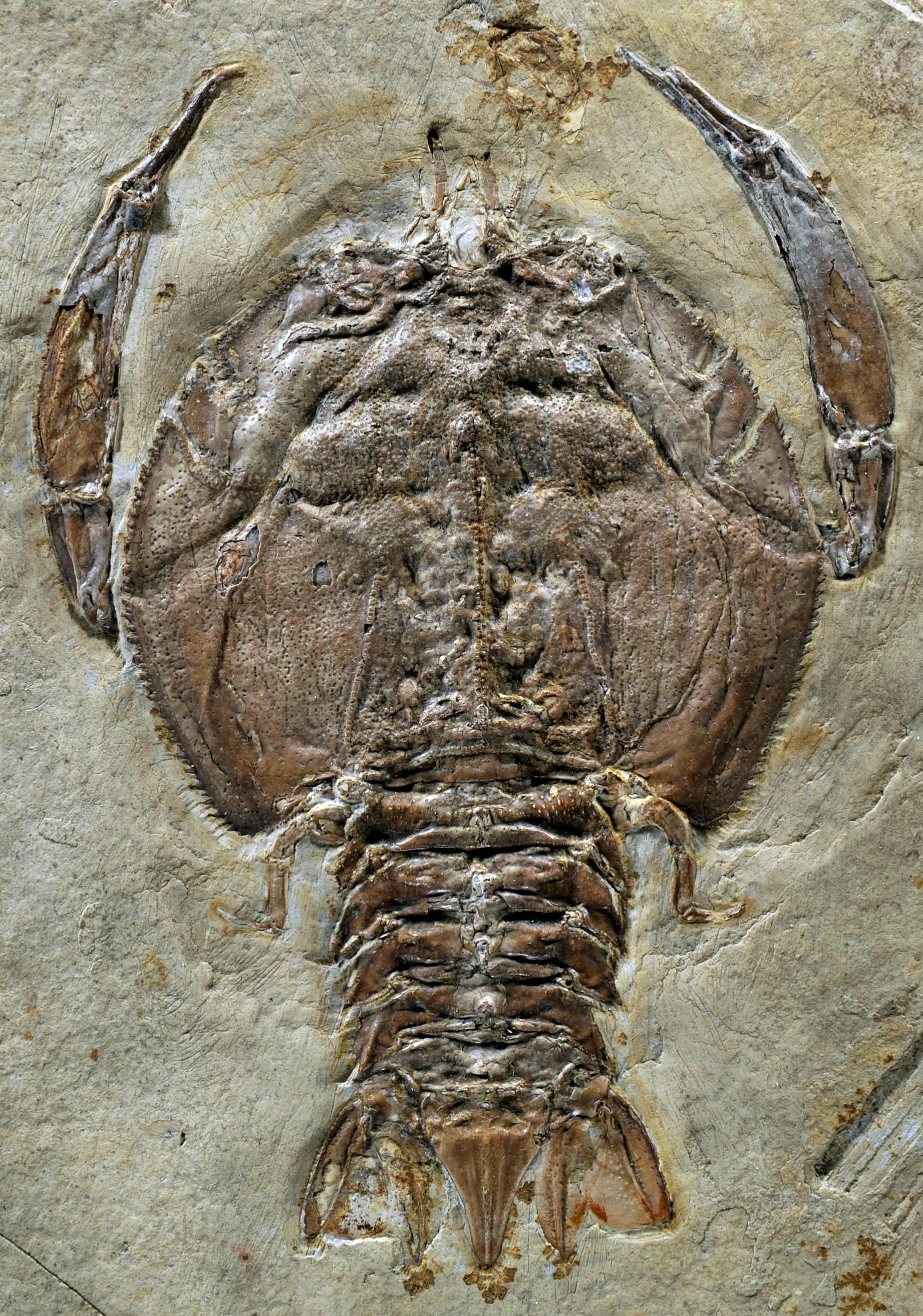
Cycleryon propinquus au MNHN de Paris